# امونامولا
امونامولا (به لاتین: Amunumulla) یک منطقهٔ مسکونی در سری‌لانکا است که در استان مرکزی (سری‌لانکا) واقع شده‌است.